# Nephrochytrium bipes
Nephrochytrium bipes är en svampart som beskrevs av Hassan 1983. Nephrochytrium bipes ingår i släktet Nephrochytrium och familjen Endochytriaceae.   Inga underarter finns listade i Catalogue of Life.